# Ciclón de Rameswaram de 1964

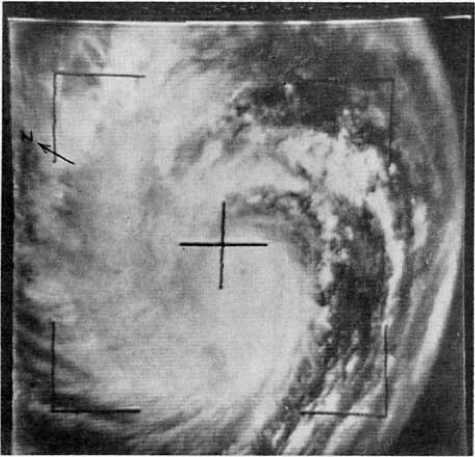
Imagen satelital del ciclón de 1964.

El ciclón de Rameswaram de 1964 afectó el norte de Sri Lanka y el sur de la India, con centro en la isla Pamban. El pueblo de Dhanushkodi, al sur de Pamban fue arrasado por la marejada ciclónica. Se estima que más de 2000 personas fallecieron a consecuencia del ciclón. 

## Formación

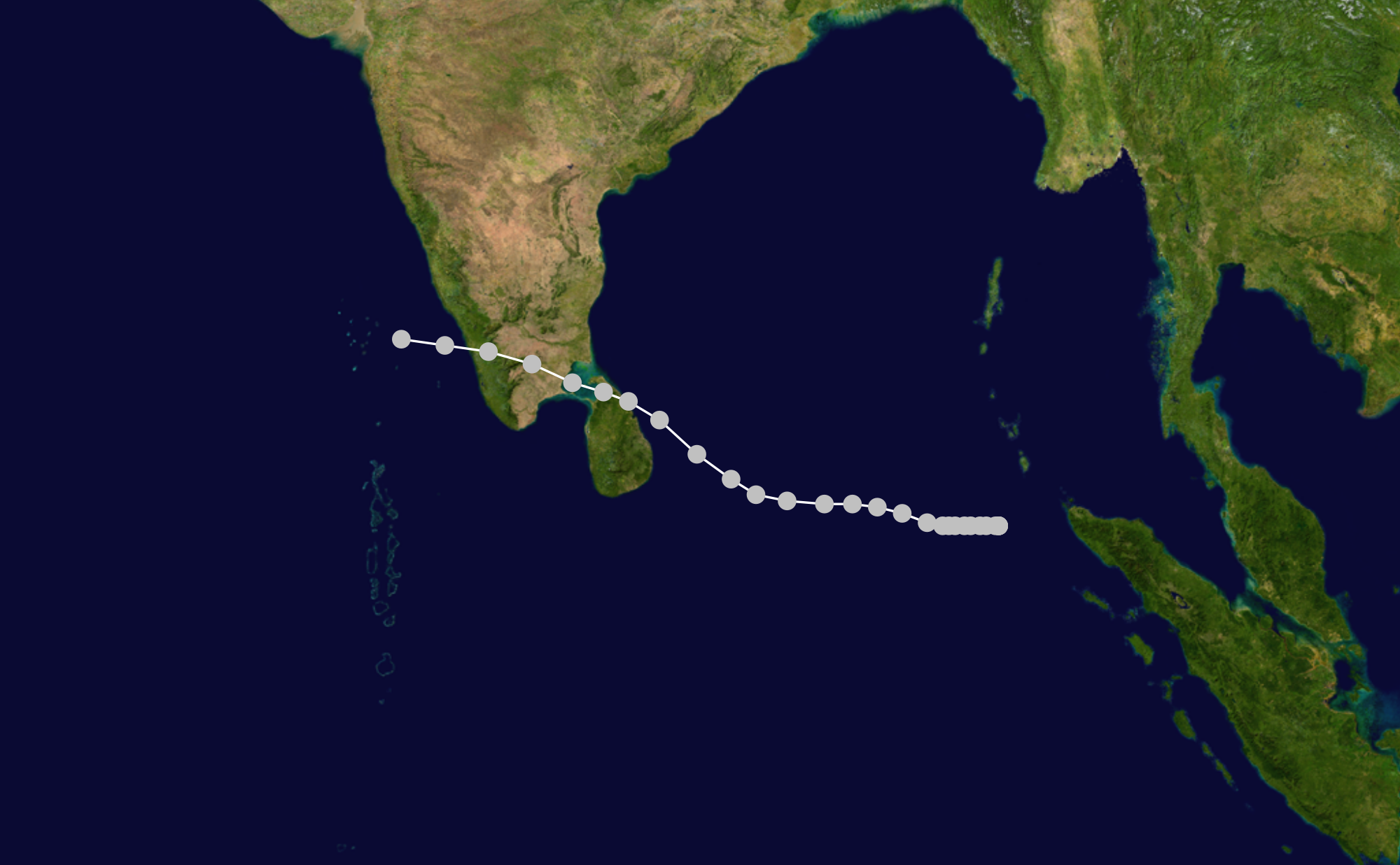
Trayectoria del ciclón. Cada punto marca la posición estimada cada 6 horas.

Una zona de baja presión fue detectada en el sur del mar de Andamán (09°00′N 93°00′E / 9.000, 93.000) en la mañana del 17 de diciembre de 1964. Durante las siguientes 48 horas mantuvo su posición relativa, hasta que el 19 de diciembre se desarrolló rápidamente transformándose en un ciclón tropical. Para el 21 de diciembre los barcos en el área reportaron que el ciclón tenía vientos huracanados en su centro ubicado en 06°00′N 87°50′E / 6.000, 87.833. El servicio meteorológico de la India lo consideró un ciclón tropical severo.

## Impacto

### Sri Lanka
El ciclón llegó a las costas de Sri Lanka el 22 de diciembre con vientos huracanados de 222 km/h en Trincomalee y 277 km/h en Vavuniya. Los daños del puerto de Trincomalee, por donde pasaba el 70 % de las exportaciones de té, afectaron a la economía local.

### Pamban

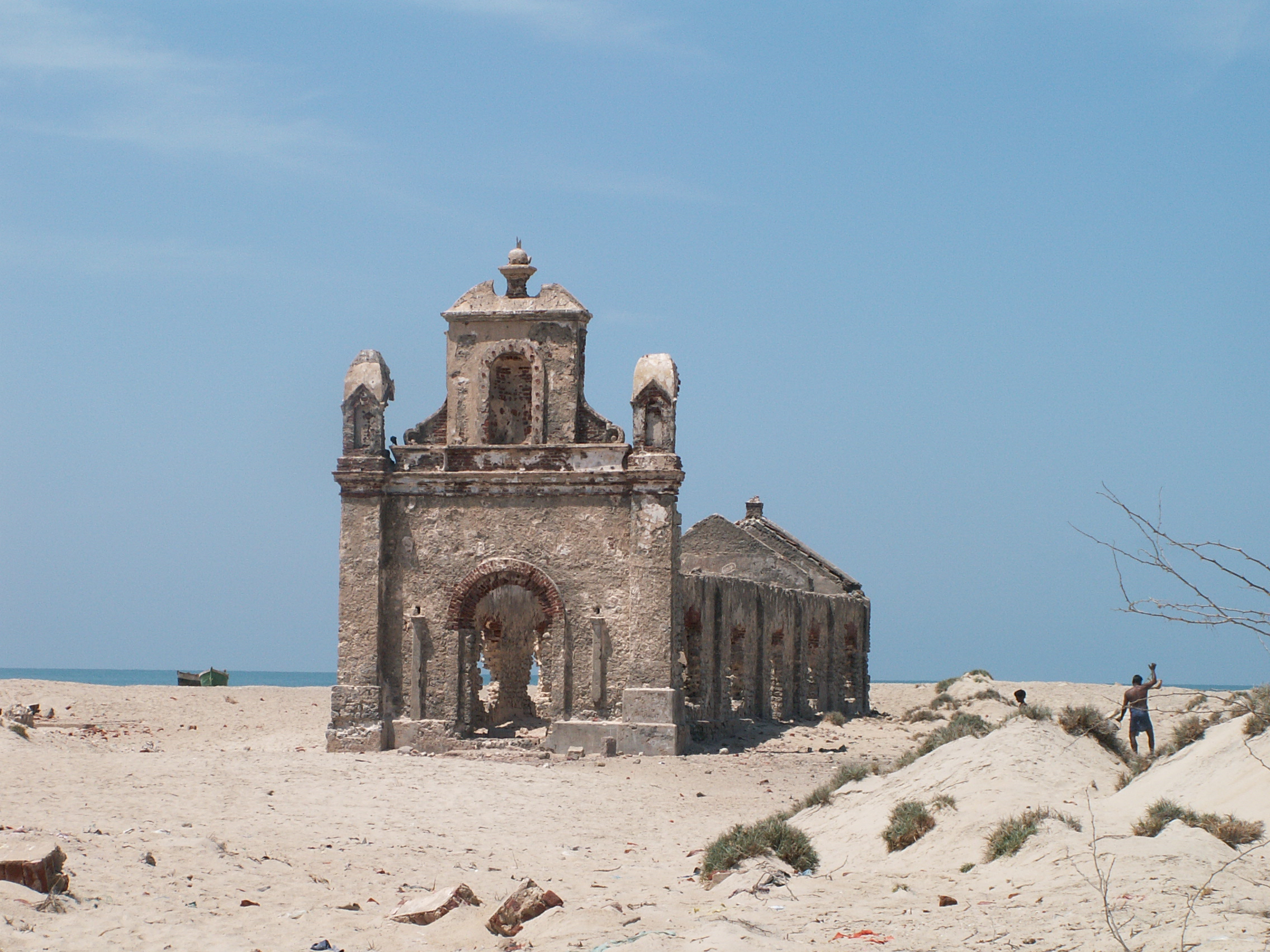
Ruinas de la iglesia de Dhanushkodi.

Entre el 22 y el 23 de diciembre el ciclón atravesó la isla de Pamban provocando víctimas mortales y daños materiales. El pueblo costero de Dhanushkodi fue completamente arrasado por la marejada ciclónica que acompañó al ciclón. A pocos kilómetros de allí, un tren con 110 pasajeros y 10 tripulantes fue arrastrado al océano; todos sus ocupantes fallecieron. El puente ferroviario de Pamban, única conexión entre la isla y el continente fue destruido. Se estima que la marejada tuvo olas de 8 metros de altura y los vientos alcanzaron los 150 km/h.
Los trabajos de reparación del puente eran indispensables para la reconstrucción de la isla. Las autoridades estimaron que los trabajos demandarían seis meses, sin embargo, los trabajadores hindúes lograron finalizar la tarea en sólo 46 días.
Dhanushkodi no fue reconstruida y sus ruinas se transformaron en una atracción turística.

### Tamil Nadu
A su paso por el extremo sur de la península el ciclón fue perdiendo intensidad. A las 17 del 23 de diciembre, el centro de la tormenta afectó Madurai y mantuvo la dirección oesudoeste hasta desaparecer en el mar Arábigo.

## Un ciclón extraordinario
El ciclón de Rameswaram fue un fenómeno meteorológico inusual. No existen registros de un ciclón tan severo formado a sólo 5 grados del ecuador. Tampoco hay registros de una tormenta que alcance la intensidad de un huracán en esa latitud. La época del año también implica una anormalidad; es infrecuente la formación de ciclones de esa magnitud durante el mes de diciembre, en la bahía de Bengala. El ciclón también se movió a una velocidad fuera de lo común, durante el 21 de diciembre la tormenta recorrió 480 kilómetros.
Las imágenes de satélite mostraron que el sistema nuboso del ciclón se extendió a través de la línea del ecuador 480 kilómetros sobre el hemisferio sur. Considerando el efecto Coriolis, no es posible que un sistema de esas características se forme y se mantenga durante tanto tiempo sobre el ecuador. Los datos recabados en la época, no permiten explicar las causas de la anomalía.
Numerosas pozas de marea se formaron a partir de las modificaciones geomorfológicas en la costa de Pamban.